# ゆめシティ

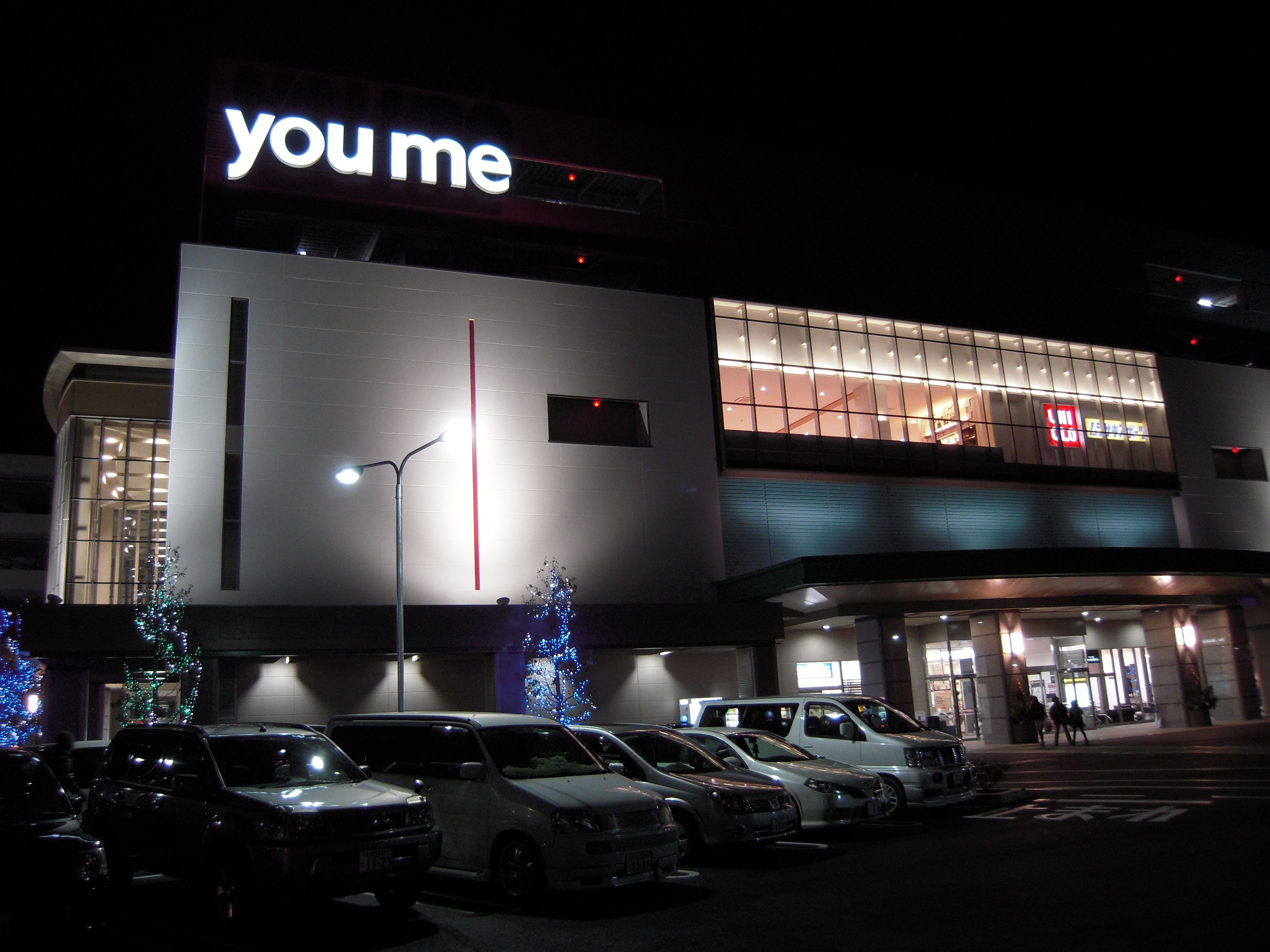
正面入口より

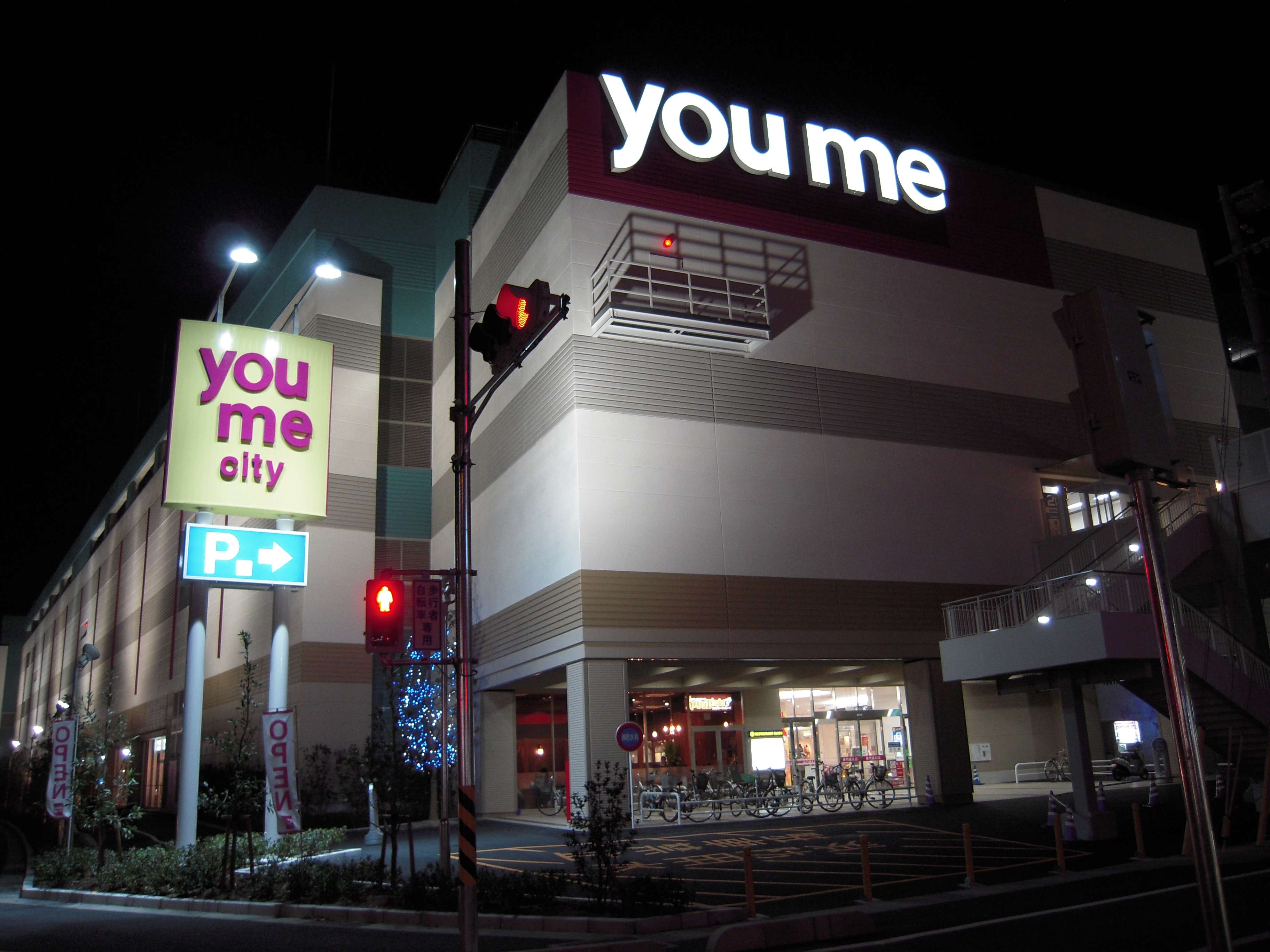
専門店入口より

ゆめシティは、山口県下関市のショッピングセンター（複合商業施設）。株式会社イズミが運営する大型店舗「ゆめタウン」の一つ。

## 概要
旧下関市域のほぼ中央部、川中地区の東側、新下関西土地区画整理事業によって整備された街区の一角に位置する。新下関西土地区画整理事業地を東西に貫く山口県道259号新下関停車場稗田線の沿線、新下関駅と綾羅木駅との中間地点に立地する。
山口県で8番目、下関市内においてはゆめタウン長府（1993年開店）に続く2番目のゆめタウンとなる。
周辺には従来よりとみやま（2014年3月31日閉店）、コスパ新下関、トライアルなどの小売店があったが、ゆめシティの開店と同時期に県道259号沿線に各種小売店舗が相次いでオープンし、ロードサイド店舗が林立する区域となった。
計画当初は『ゆめタウン新下関』が仮称として使用されていたが、一般市民からの公募により、2009年（平成21年）7月29日付けで、正式名称を『ゆめシティ』に決定したことを発表した。イズミの展開するショッピングセンター業態の中では「ゆめタウン」の名称がつかない店舗であるが、LECT（広島市西区）と異なりイズミ公式サイトでは「ゆめタウン」業態として検索対象となっている。

## 施設
大規模小売店舗立地法に基づく届け出などによると、
- 敷地面積 - 約57,279m2
- 建築面積 - 約26,930m2
- 建物延床面積（本棟） - 約80,828m2
- 商業施設面積（物販店舗のみ） - 約32,010m2
- 駐車場 - 約2,300台
- 階数 - 本棟5階、別棟2階（うち本棟4・5階、別棟1階は駐車場）、駐車場棟3階

とされている。山口県内の商業施設面積ではシーモール下関、おのだサンパークに次ぐ規模となる。
都市計画による土地利用の制約から、本棟・別棟・駐車場棟の3棟に分かれている。位置関係としては、西側のA1地区に本棟、東側のA2地区の一部にヤマダ電機（2023年12月にベスト電器から転換）が入居する別棟と駐車場棟がある。別棟は駐車場棟を挟んで本棟と隔てられており、実質的に別店舗の様になっている。
本棟は東西に長く配置されており、店舗は各階ともおおむね西側が直営店、東側が専門店となっており、食品売場とレストラン街が1階、フードコートが3階西側の一角に設けられている。
また、都市計画により屋上看板の設置が禁止されていることから、建設当初よりゆめタウンの特徴でもあるシンボルマークの屋上看板を設置していない。色についても高彩度色や低明度色の使用が制限されていることから、店舗の外装を白とベージュを基調としたものとし、現地の看板類も他のゆめタウン（ピンク地に白文字）と異なり、白地にピンク文字のカラーリングとしている。開店当初は黄地にピンク文字のカラーリングだった。

## 主要店舗
- 無印良品
- スターバックスコーヒー
- カルディコーヒーファーム
- 宮脇書店
- ABCマート
- ダイソー
- GU
- ユニクロ
- ライトオン
- ヤマダ電機（別棟）

## 沿革
- 2009年（平成21年）12月3日 - グランドオープン。

## 周辺施設
- 川中幼稚園
- 下関市立川中小学校
- 下関市立川中中学校
- 川中公民館
- エディオン
- スシロー
- トライアル
- トヨタレンタカー
- 新下関駅
- はま寿司
- 明屋書店
- はるやま
- コスモス
- 西松屋
- 西京銀行
- 洋服の青山
- かっぱ寿司
- お仏壇のはせがわ
- セカンドストリート
- JA山口県農産物直売所
- マクドナルド
- カメラのキタムラ
- ヒマラヤスポーツ

## アクセス

### 公共交通機関
- JR山陰本線 綾羅木駅より徒歩。
- JR山陽本線・山陽新幹線 新下関駅より徒歩、または東口のバス停3番乗り場にてサンデン交通バス乗車、「ゆめシティ前」下車[7]。

### 自家用車
- 山口県道259号新下関停車場稗田線沿い。